# Alexandra Bellow
Alexandra Bellow (născută Bagdasar; n. 30 august 1935, București, România – d. 2 mai 2025, Chicago, Illinois, SUA), numită în unele surse Alexandra Ionescu Tulcea, a fost o matematiciană română-americană, care a adus contribuții semnificative în domenii precum teoria ergodică, probabilitate și analiză matematică.

## Date biografice
Alexandra Bellow s-a născut în București, pe 30 august 1935, cu numele Alexandra Bagdasar. Ambii ei părinți erau doctori. Mama ei, Florica Bagdasar (născută Ciumetti), a fost medic cu specialitatea neuropsihiatrie infantilă, iar tatăl ei, Dumitru Bagdasar, a fost neurochirurg.
Alexandra a absolvit facutatea de matematică la Universitatea din București. În 1957 l-a cunoscut pe primul ei soț, matematicianul Cassius Ionescu-Tulcea și l-a însoțit în S.U.A.. În 1959 și-a luat doctoratul la Universitatea Yale, cu teza intitulată Ergodic Theory of Random Series, coordonată de matematicianul japonez-american Shizuo Kakutani. În continuare a lucrat ca cercetătoare asociată la Yale din 1959 până în 1961, apoi ca profesoară asistentă la Universitatea din Pennsylvania din 1962 până în 1964. În perioada următoare, 1964-1967, a fost profesoară asociată la Universitatea Illinois, Urbana-Champaign. În 1967 s-a transferat la Universitatea Northwestern ca profesoară de matematică. A predat aici până la pensionarea din 1996, când a primit titlul de profesor emerit. 

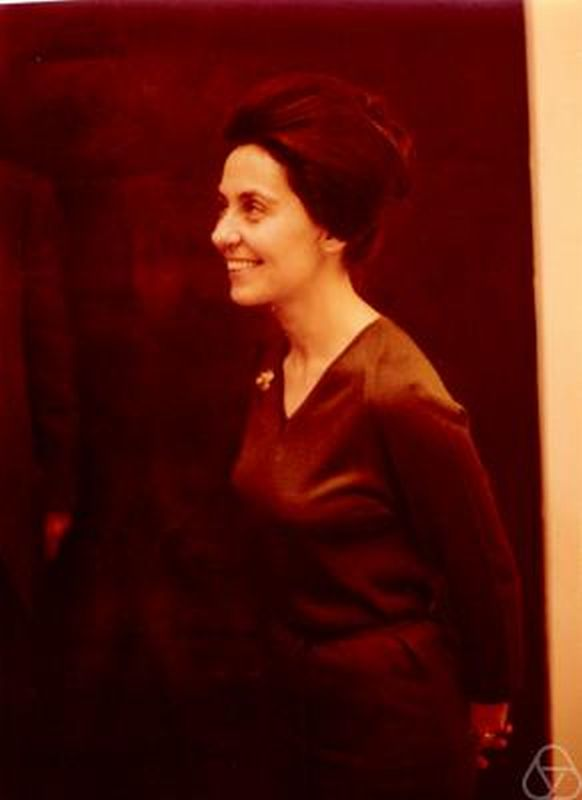
Alexandra Ionescu Tulcea, 1970

În timpul căsătoriei cu Cassius Ionescu-Tulcea (1956–1969), au scris împreună mai multe lucrări și o monografie de cercetare intitulată Topics in the Theory of Lifting, apărută în 1969.
Al doilea soț al Alexandrei a fost scriitorul Saul Bellow, care a primit Premiul Nobel pentru literatură în 1976, în timpul căsătoriei lor (1975–1985). Alexandra apare în scrierile lui Bellow; este afectuos portretizată în cartea de memorii Până la Ierusalim și înapoi (1976), apoi în romanul Iarna decanului (1982) și mai critic, satiric, în ultimul roman al acestuia, Ravelstein (2000), care a fost scris la mulți ani după divorțul lor. Deceniul anilor '90 a fost pentru Alexandra o perioadă de împlinire personală și profesională, adusă de căsătoria ei în 1989 cu matematicianul Alberto P. Calderón.

## Activitate în domeniul matematicii
Unele dintre lucrările ei timpurii au implicat proprietăți și consecințe ale liftingului. Teoria liftingului, care a început cu lucrările de pionierat ale John von Neumann și mai târziu ale lui Dorothy Maharam, a căpătat consistență în anii 1960 și 1970 cu lucrările soților Ionescu Tulcea și a oferit soluția definitivă pentru teoria reprezentării operatorilor liniari care apar în probabilitate, procesul de dezintegrare a măsurilor. Monografia lor publicată în Ergebnisse der Mathematik und ihrer Grenzgebiete în 1969 a devenit o referință standard în acest domeniu.
Mai mulți matematicieni, printre care și Jean Bourgain, au analizat problemele puse de Alexandra Bellow și au oferit răspunsuri la unele din aceste întrebări în lucrările lor.
Între anii 1974 și 1977 Alexandra Bellow a fost redactor șef la revista științifică Transactions of the American Mathematical Society, publicată de American Mathematical Society. De asemenea, a fost redactor șef adjunct la Annals of Probability între 1980–1982 și la Advances in Mathematics începând cu anul 1979.

## Recunoaștere
În perioada 1977–1980 a fost membru în Comitetul de vizită, la Facultatea de Matematică a Universității Harvard. California Institute of Technology i-a acordat în 1980 Fairchild Distinguished Scholar Award. În 1987 a primit Premiul Humboldt, din partea Fundației Alexander von Humboldt, din Bonn, Germania. În 1991 a fost laureată a Conferinței Noether din San Francisco. În 1997, în perioada 23–26 octombrie, cu ocazia pensionării Alexandrei, a avut loc Conferința internațională în onoarea Alexandrei Bellow, la Universitatea Northwestern. Alexandra Bellow a făcut parte din Promoția 2017 de Fellows ai American Mathematical Society, „pentru contribuții la analiză, în special teoria ergodică și teoria măsurării, și pentru expunere”.